# کومائه، توکیو

نقشهٔ کومائه واقع در ناحیهٔ تامای توکیو

منطقه کومائه (به ژاپنی: 狛江市 Komae) به یکی از بخش‌های منطقه تامای توکیو، پایتخت ژاپن گفته می‌شود. مساحت آن ۶٬۳۹ کیلومتر مربع است و کوچکترین منطقه در بین مناطق توکیو محسوب می‌شود.